# Pave Nikolaus 5.
 Ikke at forveksle med Modpave Nikolaus 5..
Nikolaus 5., oprindelig Tommaso Parentucelli (15. november 1397 – 24. marts 1455) var pave 1447-55.
Han udmærkede sig både ved sin kloge politik og ved sin interesse for kunst og videnskab. Han fik et paveskisma bilagt, holdt 1450 jubelår og kronede 1452 Frederik 3. til kejser.
For det græske sprog og de græske forfattere gjorde han meget, og han samlede ivrig på håndskrifter. Som grundstok for et senere vatikansk bibliotek fik han i alt ca. 9000 bind tilvejebragt.
Efterretningen om Konstantinopels fald gjorde et dybt indtryk på ham og bidrog sikkert til at forkorte hans liv.